# Palača Narodnog lista na Trgu tri bunara u Zadru
Palača Narodnog lista jest palača koja se nalazi na adresi na Trgu tri bunara u Zadru
Prvi je objekt moderne arhitekture u Zadru.
Hrvatski preporoditelj don Juraj Biankini, dugogodišnji urednik Narodnog lista, uložio je napor za izgradnju ove palače. Njegovom umješnošću projekt je ostvaren. Nažalost, talijanske spletke Londonskim ugovorom i talijanska okupacija Zadra te brojna zajednica svih talijanaša koji su se iz svih krajeva Dalmacije doselili u Zadar, stvorilo je nepovoljne uvjete za opstanak ove zgrade. Talijanske okupacijske snage nahuškale su domaće talijanaše te su 20. srpnja 1920. uništile uredništvo i tiskaru Narodnog lista, istog dana kad su uništavali ostale hrvatske ustanove u Zadru. Zgrada postoji i danas.